# René Mortiaux
René Mortiaux (1881 - ?) was een Belgisch bobsleeër in de jaren twintig van de 20e eeuw.
Hij won samen met Charles Mulder, Paul Van den Broeck, Victor Verschueren en Henri Willems een bronzen medaille met een 4/5-mans bobslee in de Olympische Winterspelen 1924 in Chamonix. De ploeg behaalde de enige medailles van de Belgische equipe bestaande uit 30 mannen en één vrouw.